# Fokker C.IV

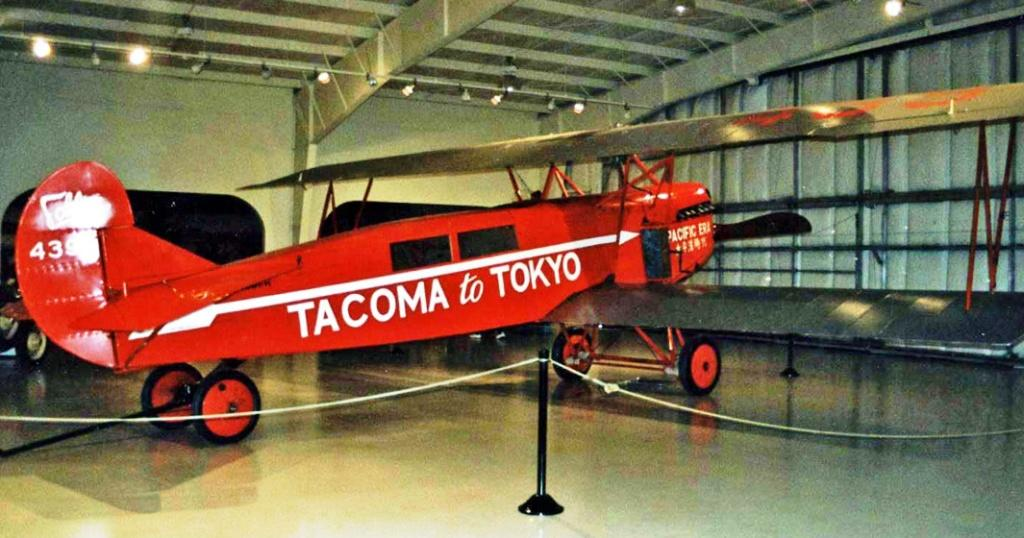
Fokker C.IVA met passagierscabine, aangepast voor een non-stop vlucht van Tacoma-Tokyo - Owls Head Museum, Maine

De Fokker C-IV was een verkenningsvliegtuig dat door Fokker in 1923 werd ontwikkeld en gebouwd.

## Geschiedenis
In 1923 kwam de Fokker C-IV uit. Hij was ontworpen op aanwijzingen van de waarnemersdienst van de L.V.A. Het was het eerste geheel in Nederland ontwikkelde en gebouwde militaire Fokker-vliegtuig. De testvluchten verliepen voorspoedig en de L.V.A. bestelde dan ook 30 stuks. Wel moesten er voordat de productie kon beginnen nog verschillende veranderingen worden aangebracht. Zo verdween de brandstoftank uit het onderstel en verviel de frontkoeler. Zo ontstond een betere aerodynamische vorm. De bewapening zou bestaan uit een of twee vast voorwaarts vurende machinegeweren in de rompneus en een dubbele machinegeweer voor de waarnemer. De toestellen moesten de Fokker C-I gaan vervangen. In 1923 werd al met de aflevering begonnen. De order werd in twee delen geleverd. De eerste serie waren voorzien van de registratienummers 550 t/m 563 en werden in 1923 afgeleverd. De tweede serie had de registratienummers 564 t/m 579. De 580 werd later opgebouwd uit reserveonderdelen in de werkplaatsen van de L.V.A. In totaal waren er dus 31 toestellen in dienst bij de L.V.A. Het toestel stond bekend als een zware verkenner.

## Kenmerken
Het toestel stond bij de vliegers en waarnemers bekend als uiterst betrouwbaar. Er was erg veel ruimte voor de bemanning, wat vooral in het voordeel was van de waarnemer. Deze kon op een geriefelijke manier zijn werkzaamheden verrichtte. De brede romp had wel een nadelige invloed op de snelheid. De meeste toestellen waren uitgerust met een Napier Lion motor van 450 pk. Sommige hadden een vloeistofgekoelde Liberty lijnmotor van 360 pk. Er waren intrekbare koelers aan weerszijden van de romp aangebracht.
Het prototype heeft als de H-NABZ van 15 oktober t/m 17 november 1923 op naam van Fokker gestaan.
In 1923 werd de C-IV in Spanje en Zweden gedemonstreerd. In Zweden deed Fokker dit zelf en won op de vliegshow in Göteborg de stuntvliegprijs. In de V.S won lt. Mc Mullen de Liberty Engine Builder's Trophy met een C-IV uitgerust met een Liberty-motor. Er werd op een circuit van 50 km een gemiddelde snelheid gehaald van 223,84 km/uur.
Toen de Liberty motoren waren versleten werden deze vervangen door Hispano Suiza 12JB-motoren van 350 pk. Enkele toestellen waren uitgerust met de Hispano Suiza 52-12i-motoren die uit de C-VI kwamen.
De C-IV had een onopvallende loopbaan bij de L.V.A. Op 24 januari 1936 stortte de 566 neer als gevolg van vleugelbreuk. De toestellen werden in 1936 uit actieve dienst genomen en de laatste C-IV, de 572, werd pas in 1938 afgeschreven.

## Uitvoeringen
Er waren verschillende uitvoeringen van de C-IV ontwikkeld om hem zo geschikt te maken voor verschillende taken.
C-IVaEen uitvoering voor de L.A/K.N.I.L met kleinere spanwijdte van 12,07 m.
C-IVbHet standaard productiemodel met een spanwijdte van 12,91 m.
C-IVcEen uitvoering voor de L.V.A. met een grotere spanwijdte van 14,28 m.
C-IVWDe C-IV.W was een drijveruitvoering van de C-IV. Soms was hij uitgevoerd met een wielonderstel en soms met een drijveronderstel. De drijvers waren van hout. De romp was vervaardigd van zwaarder staalbuis dan normaal. Dit was gedaan voor het opvangen van de landingsschokken. Het toestel werd bekend van de vlucht van Majoor Zanni van Amsterdam naar Tokio. Er werd een aantal aan Argentinië geleverd.
D.C.I.Dit was een variant van de C-IV die was uitgevoerd als jagerverkenner. De D.C aanduiding stond voor D=jager en C=verkenner. De D.C-I werd ontwikkeld en gebouwd in Veere. In 1923 bestelde de L.A/K.N.I.L er tien. Dit bleef ook de enige order. De registratienummers liepen van F.D-401 t/m F.D-410. Ze kwamen in maart 1926 in dienst. In 1934 gingen de laatste twee operationele toestellen uit dienst. In sommige werden later de Napier Lion II-motoren van de Viking ingebouwd. Op 29 december 1930 werd met behulp van een buitenboord trapje uit een D.C.1 in Indië de eerste parachutesprong gemaakt.
Het toestel had een kleinere spanwijdte ter bevordering van de wendbaarheid. De D.C-I klom in 6 min. naar 3.000 m terwijl de C-IV hier 16 min. over deed. Hij werd uitgerust met een Napier Lion vloeistofgekoelde lijnmotor van 450 pk.

## Gebruik

### L.A/K.N.I.L.
In 1923 bestelde de L.A/K.N.I.L tien C-IV's, tezamen met tien D.C-I's ter vervanging van de Vickers Viking-amfibieën. Deze waren van het type C-IVa en C-IVb met respectievelijk kleine en grote spanwijdte. In maart 1926 werden er negen afgeleverd. Er was er een bij het invliegen verongelukt. In zijn plaats werd een C-Ve afgeleverd. De registratienummers waren F.C-411 t/m F.C-420. De C-Ve kreeg de registratie F.Cve-416. In het begin waren er veel constructie- en materiaalfouten. Dit bezorgde de T.D. veel werk. Een aantal werd later omgebouwd tot transportvliegtuig voor vier passagiers. Er werd dan een T aan de registratie toegevoegd.
Een aantal C-IV's vlogen op een proefverbinding postvlucht tussen Batavia - Semarang - Soerabaja. Ze namen als er ruimte voor was ook passagiers mee. Deze kochten voor fl.115,-- een enkele reis. Er werd vaak gebruik van gemaakt. In 1929 werden er twee C-IV's gebruikt voor een proefkartering van Banka. In twee maanden werd er 100.00 ha gefotografeerd. Voor deze opdracht waren ze uitgerust met een Telefunken Spez 205F radio-installatie.

### Verenigde Staten
De Amerikaanse Generaal Mitchell had tijdens een bezoek aan Nederland de bouwtekeningen van de C.IV gezien. Hij kocht het prototype en twee productietoestellen. In de herfst van 1922 kwam het C.IV prototype in Amerika aan. Hij werd aangeduid als CO.4. CO stond voor Corps Observation. De andere twee kwamen in 1923 in Amerika aan. Deze werden aangeduid als XCO-4. De X toevoeging stond voor eXperimetal. Er werden er nog vijf bijbesteld. Deze werden afgeleverd als CO-4a. In 1926 werden ze buiten dienst gesteld.

### Spanje
Tijdens een competitie in Spanje kreeg een Fokker D.X vleugelbreuk. De concurrenten waren niet veel beter. De C.IV werd toen aangeduid als DC.I en kreeg ondanks dat de inschrijving al gesloten toch nog de kans zijn kunnen te tonen. Het toestel stak met kop en schouders boven de rest uit en verzorgde een uitstekende demonstratie. De licentierechten werden gekocht en er zijn er 20 gebouwd.

### Rusland
In de jaren 20 van de twintigste eeuw was Rusland een goede klant van Fokker. Het plaatste een order voor de D.VII, C.I en C.IV. Van de C.IV bestelde ze er 200. Het toestel werd getest door de Russen. De vliegers bleven in Nederland om de productie te volgen. Ze waren erg lastig en op een gegeven ogenblik werd hen de toegang tot de fabriek ontzegd. Ze mochten alleen nog maar de toestellen overnemen. In 1924 waren ze aan de Rode Luchtmacht geleverd. Enkele werden in 1930 omgebouwd tot postvliegtuig.

### Argentinië
De Argentijnse marine bestelde in 1923 drie C.IVa's. Ze zouden worden gebruikt voor een vlucht rond de wereld. Er zou in etappes van Amsterdam naar Tokio worden gevlogen. Hier werd overgestapt op C.IVW's voor de oversteek naar Amerika. De oversteek over de Atlantische Oceaan werd gedaan met T.III's. De C.IV's waren voorzien van een extra zitplaats. Ze vertrokken op 26 juli 1924 vanaf Schiphol. Op 18 augustus kwamen ze na 14.000 km aan in Hanoi. Een van de toestellen bleef door de zware regenval in de startbaan steken en sloeg over de kop. De inzittenden bleven ongedeerd. Er werd een andere C.IV overgevlogen. De vlucht had toen al zoveel geld gekost dat deze moest worden afgebroken. De reis kwam niet verder dan Osaka, Japan. Er werd wel in 1924 een wereld hoogte record met 500 kg lading mee gevestigd. De hoogte kwam op 6.485 m. Op 25 juli 1924 vestigde dezelfde vlieger een Zuid-Amerikaans hoogterecord van 8.037 m.

## Specificaties
- Type: Fokker C.IV
- Fabriek: Fokker
- Rol: Verkenningsvliegtuig
- Bemanning: 2
- Lengte: 9,20 m
- Spanwijdte: 12,90
- Vleugeloppervlak: 29,20 m²
- Hoogte: 3,40
- Leeggewicht: 1450 kg
- Maximum gewicht: 2270 kg
- Motor: 1 × Napier Lion watergekoelde twaalfcilinder in W-configuratie, 336 kW (450 pk)
- Propellers: Tweeblads
- Eerste vlucht: 1923
- Aantal gebouwd: 159

Prestaties
- Maximumsnelheid: 214 km/u
- Vliegbereik: 1200 km
- Plafond: 5500 m